# AutoFirma
AutoFirma és una aplicació de signatura realitzada pel Ministeri d'Hisenda i Administracions Públiques, que serveix per a què qualsevol usuari disposi d'un sistema de signatura amb el qual pugui signar qualsevol tipus de document de manera senzilla.
AutoFirma està inclòs a la suite @firma, un conjunt de serveis i eines en què es basen els serveis comuns d'identificació i signatura electrònica del Govern d'Espanya. Està basada en programari lliure i estàndards oberts. Es compon de diferents productes, desenvolupats per la Secretaria General d'Administració Digital, pertanyent al Ministeri de Política Territorial i Funció Pública, que poden utilitzar-se de forma independent tant en mode servei, com a productes.

## Productes disponibles

### AutoFirma
Com que es pot executar des del navegador, AutoFirma permet la signatura en pàgines d'Administració electrònica quan cal la signatura en un procediment administratiu.l usuari indica quin fitxer vol signar i l'aplicació escull automàticament el format de signatura què ha d'aplicar, alliberant així, al usuari de qualsevol dubte tècnic.
El Client @Firma ha quedat obsolet, al recomanar utilitzar Autofirma.

### @firma
Plataforma de serveis de validació i signatura electrònica multi- PKI, @firma, oferta pel Govern d'Espanya com un servei desacoblat de les aplicacions, que permet complir amb les mesures d'identificació i autenticació descrites en la Llei 39/2015 del procediment administratiu comú de les Administracions Públiques. Està basada en programari lliure i estàndards oberts. Així, la suite de productes del Client de Signatura és un programari lliure de codi obert amb una llicència: GNU GPL versió 2 i EUPL v1.1, i té la seva comunitat de desenvolupament en GitHub.
D'acord amb aquesta llei, les administracions públiques han d'oferir serveis públics electrònics en què es necessita signatura electrònica i mètodes avançats d'identificació o autenticació basats en certificats digitals. A causa dels múltiples certificats que poden utilitzar i la multitud d'estàndards, implantar sistemes que suportin totes les funcionalitats pot resultar complex i costós. Amb @firma es proporcionen serveis per comprovar que el certificat utilitzat pel ciutadà és un certificat vàlid i que no ha estat revocat i que per tant segueix tenint plena validesa per identificar el seu propietari. Els serveis de la plataforma són aplicables a tots els certificats electrònics qualificats publicats per qualsevol proveïdor de servei de certificació supervisat, inclosos els certificats del DNIe.
La plataforma de validació @firma funciona com un servei no intrusiu, que pot ser utilitzat per tots els serveis electrònics oferts per les diferents administracions públiques, tant estatal, com autonòmica o local. Per facilitar la integració amb el servei es proporcionen unes llibreries d'integració 'Integr @', que també permeten signatura en servidor.
A més d'oferir-se com a servei, està disponible com a programari per a instal·lar per les administracions públiques (model federat).
Com a servei, proporcionat per la secretària general d'Administració Digital o com a producte, en model federat, oferta per ser instal·lada en qualsevol administració pública.
- Per validació de certificats
- Per validació de signatures
- Com a proveïdor d'identitat basada en certificats electrònics

### Suite Client de @firma
La Suite Client de Signatura és una eina de signatura electrònica en entorns d'escriptori i dispositius mòbils, que funciona integrat en una pàgina web mitjançant JavaScript, com applet, com aplicació d'escriptori, o com aplicació mòbil, depenent de l'entorn del usuari.
Donada la complexitat de la creació de les signatures electròniques en les diferents plataformes d'usuaris, per la variabilitat de sistemes operatius, navegadors, versions i estàndards de signatura, la Secretaria General d'Administració Digital ha desenvolupat una suite de productes de signatura multiplataforma, que posa a disposició de totes les administracions públiques.
- Miniapplet @firma: applet java multiformat de signatura, multinavegador i multi sistema operatiu. En navegadors que no suporten JAVA, el javascript del Miniapplet executa l'aplicació Autofirma, en lloc de l'applet.
- Autofirma: Aplicació d'escriptori, per a usuaris sense coneixements de signatura electrònica. Autoselecciona el format de signatura més apropiat al document a signar, i permet visualitzar els signants i document signat en el cas que se li introdueixi una signatura. També permet la signatura en aplicacions web quan s'integra amb Miniapplet @firma.
- Client @ Signatura Mòbil. Integrable de forma transparent per als usuaris del Miniapplet per signatura des de dispositius mòbils, mitjançant l'ús de servidor intermedi (Proxi ClienteMovil). Disponible per a plataformes: Android 4.0 i posteriors i iOS 8 i posteriors.

La Suite Client de @firma genera signatures en local (PC o dispositiu mòbil) en diferents formats:
- Per navegadors web:
  - Miniapplet (javascript) + Autofirma
- Com a aplicació d'escriptori
  - Autofirma
- Com App per a dispositius mòbils:
  - client @firma mòbil

La suite de productes del Client de Signatura és un programari lliure de codi obert amb una llicència: GNU GPL versió 2 i EUPL v1.1, i té la seva comunitat de desenvolupament en GitHub.
La suite de productes del Client de Signatura fa ús dels certificats digitals X.509 i de les claus privades associades als mateixos que estiguin instal·lats en el repositori (keystore) del navegador web (Internet Explorer, Mozilla, Firefox, Crome, Safari) o el sistema operatiu així com dels que estiguin en dispositius (SmartCards, usbkey) configurats en el mateix (el cas dels DNI-e).
El Client de Signatura, és una aplicació que s'executa en client (a l'ordinador del usuari, no al servidor web). Això és així per evitar que la clau privada associada a un certificat hagi de "sortir" del contenidor del usuari (targeta, dispositiu USB o navegador) situat en el seu PC. De fet, mai arriba a sortir del navegador, el Client li envia les dades a signar i aquest els retorna signats.
El Client de Signatura conté les interfícies i components web necessaris per a la realització dels següents processos (a més d'altres auxiliars com càlculs de hash, lectura de fitxers, etc.):
- Signatura de fitxers binaris.
- Multifirma massiva de fitxers.
- Cofirma (CoSignature): Multifirma al mateix nivell.
- Contrafirma (CounterSignature): Multifirma en cascada.

### FIRe
Component que integra serveis de signatura en local (PC i dispositius mòbils) i en el núvol

### eVisor
Aplicació web que proporciona un servei de generació de còpies autèntiques i informes de signatura en pdf.
Component per a la integració de la signatura en els fluxos de treball organitzatius.
- Com app de complement a Port@firmas:
- Port@ firmas mòbil

### Integr@
Llibreries / serveis per a la integració amb @firma i la signatura en servidor local.

### VALIDe
VALIDe (Aplicació de Validació de signatura i certificats Online de @firma) és la plataforma de validació que l'administració General de l'estat posa a disposició de les administracions i dels ciutadans per a la validació de certificats i, a més, ofereix els següents serveis:
- Validació de signatures electròniques
- Generació de signatures electròniques en múltiples formats
- Visualització de signatures amb l'ajut del Visor
- Ansible (programari)
- CAdES
- Certutil